# Éliminatoires de la Coupe d'Afrique des nations de football 2013
Les qualifications à la Coupe d'Afrique des nations de football 2013 ont mis aux prises 46 équipes nationales (sans compter l'Afrique du Sud, qualifiée d'office en tant que pays hôte) afin de qualifier 15 formations pour disputer la phase finale qui s'est déroulée au début de l'année 2013. 
Navigation
Qualifications CAN 2012 Qualifications CAN 2015

## Format
Contrairement aux précédents formats de qualification, ces éliminatoires se divisent en trois tours à élimination directe, en match aller-retour: tour préliminaire, premier tour et deuxième tour :
- Le tour préliminaire réservé aux quatre équipes les moins bien classées du classement FIFA
- Le premier tour, où entrent les équipes non qualifiées pour la Coupe d'Afrique des nations de football 2012
- Le deuxième tour avec l'entrée des participants à la Coupe d'Afrique des nations 2012[1]

| Entrent au deuxième tour (qualifiés pour la CAN 2012)                                                                                 | Entrent au premier tour                                                                                        | Entrent au premier tour                                                                                       | Entrent au tour préliminaire                     |
| --- | --- | --- | ------------------------------------------------ |
| Angola Botswana Burkina Faso Côte d'Ivoire Guinée équatoriale Gabon Ghana Guinée Libye Mali Maroc Niger Sénégal Soudan Tunisie Zambie | Algérie Bénin Burundi Cameroun Cap-Vert Centrafrique Tchad Congo RD Congo Égypte Éthiopie Gambie Guinée-Bissau | Kenya Liberia Madagascar Malawi Mozambique Namibie Nigeria Rwanda Sierra Leone Tanzanie Togo Ouganda Zimbabwe | Lesotho Sao Tomé-et-Principe Seychelles Eswatini |

Notes
- Six équipes ne se sont pas inscrites à ces éliminatoires :  Comores,  Djibouti,  Érythrée,  Mauritanie,  Maurice,  Somalie.

## Tour préliminaire
Les matchs aller se déroulent le 8 janvier 2012 et les matchs retour le 15 janvier 2012.
| Équipe 1             | Résultat     | Équipe 2 | Aller | Retour |
| -------------------- | ------------ | -------- | ----- | ------ |
| Seychelles           | Q. - forfait | Eswatini | -     | -      |
| Sao Tomé-et-Principe | 1 - 0        | Lesotho  | 1 - 0 | 0 - 0  |

| 15 janvier 2012 | Sao Tomé-et-Principe | 1 – 0   | Lesotho | Estádio Nacional 12 de Julho, São Tomé |                                  |
| 15:30 UTC+0     | Jair Nunes 3e (pen.) | (1 - 0) |         | Arbitrage : Serge Flavien Soumou       | Arbitrage : Serge Flavien Soumou |
| 15:30 UTC+0     | Rapport              |         |         | Arbitrage : Serge Flavien Soumou       | Arbitrage : Serge Flavien Soumou |

| 22 janvier 2012 | Lesotho | 0 – 0   | Sao Tomé-et-Principe | Setsoto Stadium, Maseru     |                             |
| 15:00 UTC+2     |         | (0 – 0) |                      | Arbitrage : Bernard Camille | Arbitrage : Bernard Camille |
| 15:00 UTC+2     | Rapport |         |                      | Arbitrage : Bernard Camille | Arbitrage : Bernard Camille |

- Le match entre Sao Tomé-et-Principe et le Lesotho était initialement prévu le 8 janvier 2012[2]. Le match se jouera le 15 janvier 2012 après la requête de la fédération du Lesotho à cause de l'impossibilité d'effectuer le vol vers São Tomé via Libreville[3].

- Le Swaziland déclare forfait en raison de problèmes économiques[4].

## Premier tour
Les matchs aller se déroulent le 29 février 2012 et les matchs retour 15-17 juin 2012.
| Équipe 1             | Résultat      | Équipe 2     | Aller | Retour |
| -------------------- | ------------- | ------------ | ----- | ------ |
| Éthiopie             | 1e - 1        | Bénin        | 0 - 0 | 1 - 1  |
| Rwanda               | 0 - 2         | Nigeria      | 0 - 0 | 0 - 2  |
| Congo                | 3 - 5         | Ouganda      | 3 - 1 | 0 - 4  |
| Burundi              | 2 - 2e        | Zimbabwe     | 2 - 1 | 0 - 1  |
| Gambie               | 2 - 6         | Algérie      | 1 - 2 | 1 - 4  |
| Kenya                | 2 - 2e        | Togo         | 2 - 1 | 0 - 1  |
| Sao Tomé-et-Principe | 4 - 5         | Sierra Leone | 2 - 1 | 2 - 4  |
| Guinée-Bissau        | 0 - 2         | Cameroun     | 0 - 1 | 0 - 1  |
| Tchad                | 3 - 4         | Malawi       | 3 - 2 | 0 - 2  |
| Seychelles           | 0 - 7         | RD Congo     | 0 - 4 | 0 - 3  |
| Tanzanie             | 2 - 2 6-7 tab | Mozambique   | 1 - 1 | 1 - 1  |
| Égypte               | 3 - 4         | Centrafrique | 2 - 3 | 1 - 1  |
| Madagascar           | 1 - 7         | Cap-Vert     | 0 - 4 | 1 - 3  |
| Liberia              | 1 - 0         | Namibie      | 1 - 0 | 0 - 0  |

### Résultats et calendrier
| 29 février 2012 | Éthiopie | 0 – 0   | Bénin | Stade d'Addis-Abeba, Addis-Abeba |                             |
| 16:00 UTC+3     |          | (0 – 0) |       | Arbitrage : Sylvester Kirwa      | Arbitrage : Sylvester Kirwa |
| 16:00 UTC+3     | Rapport  |         |       | Arbitrage : Sylvester Kirwa      | Arbitrage : Sylvester Kirwa |

| 17 juin 2012 | Bénin    | 1 – 1   | Éthiopie  | Stade de l'Amitié, Cotonou |                            |
| 16:00 UTC+1  | Poté 20e | (1 – 1) | 45e Girma | Arbitrage : Bakary Gassama | Arbitrage : Bakary Gassama |
| 16:00 UTC+1  | Rapport  |         |           | Arbitrage : Bakary Gassama | Arbitrage : Bakary Gassama |

| 29 février 2012 | Rwanda  | 0 – 0   | Nigeria | Stade Régional Nyamirambo, Kigali |                            |
| 15:30 UTC+2     |         | (0 – 0) |         | Arbitrage : Daniel Bennett        | Arbitrage : Daniel Bennett |
| 15:30 UTC+2     | Rapport |         |         | Arbitrage : Daniel Bennett        | Arbitrage : Daniel Bennett |

| 17 juin 2012 | Nigeria              | 2 – 0   | Rwanda | U. J. Esuene Stadium, Calabar      |                                    |
| 17:00 UTC+1  | I.Uche 9e · Musa 56e | (1 – 0) |        | Arbitrage : Désiré Doué Noumandiez | Arbitrage : Désiré Doué Noumandiez |
| 17:00 UTC+1  | Rapport              |         |        | Arbitrage : Désiré Doué Noumandiez | Arbitrage : Désiré Doué Noumandiez |

| 29 février 2012 | Congo                                    | 3 – 1   | Ouganda       | Stade de Pointe-Noire, Pointe-Noire           |                                               |
| 15:30 UTC+1     | Ewolo 1re · Lépicier 77e · Moussilou 83e | (1 – 1) | 29e Sserumaga | Spectateurs : 13 000 Arbitrage : Neant Alioum | Spectateurs : 13 000 Arbitrage : Neant Alioum |
| 15:30 UTC+1     | Rapport                                  |         |               | Spectateurs : 13 000 Arbitrage : Neant Alioum | Spectateurs : 13 000 Arbitrage : Neant Alioum |

| 16 juin 2012 | Ouganda                                                    | 4 – 0   | Congo | Nelson Mandela National Stadium, Kampala |                                |
| 16:00 UTC+3  | Mwesigwa 33e · Walusimbi 51e (pen.) · Massa 63e · Okwi 86e | (1 – 0) |       | Arbitrage : Bouchaïb El Ahrach           | Arbitrage : Bouchaïb El Ahrach |
| 16:00 UTC+3  | Rapport                                                    |         |       | Arbitrage : Bouchaïb El Ahrach           | Arbitrage : Bouchaïb El Ahrach |

| 29 février 2012 | Burundi                   | 2 – 1   | Zimbabwe   | Prince Louis Rwagasore Stadium, Bujumbura |                                 |
| 15:30 UTC+2     | Mavugo 46e · Nahayo 90+5e | (0 – 0) | 60e Musona | Arbitrage : Khalid Abdel Rahman           | Arbitrage : Khalid Abdel Rahman |
| 15:30 UTC+2     | Rapport                   |         |            | Arbitrage : Khalid Abdel Rahman           | Arbitrage : Khalid Abdel Rahman |

| 17 juin 2012 | Zimbabwe   | 1 – 0   | Burundi | National Sports Stadium, Harare |                                |
| 15:00 UTC+2  | Musona 36e | (1 – 0) |         | Arbitrage : Eric Otogo-Castane  | Arbitrage : Eric Otogo-Castane |
| 15:00 UTC+2  | Rapport    |         |         | Arbitrage : Eric Otogo-Castane  | Arbitrage : Eric Otogo-Castane |

| 29 février 2012 | Gambie     | 1 – 2   | Algérie                  | Independence Stadium, Bakau |                             |
| 16:30 UTC+0     | Ceesay 27e | (1 – 0) | 56e Yahia · 58e Feghouli | Arbitrage : Koman Coulibaly | Arbitrage : Koman Coulibaly |
| 16:30 UTC+0     | Rapport    |         |                          | Arbitrage : Koman Coulibaly | Arbitrage : Koman Coulibaly |

| 15 juin 2012 | Algérie                                  | 4 – 1   | Gambie      | Stade Mustapha Tchaker, Blida |                         |
| 20:30 UTC+1  | Kadir 1re · Slimani 6e 48e · Soudani 66e | (2 – 1) | 14e Gassama | Arbitrage : Slim Jedidi       | Arbitrage : Slim Jedidi |
| 20:30 UTC+1  | Rapport                                  |         |             | Arbitrage : Slim Jedidi       | Arbitrage : Slim Jedidi |

| 29 février 2012 | Kenya                  | 2 – 1   | Togo        | Nyayo National Stadium, Nairobi     |                                     |
| 17:00 UTC+3     | Situma 24e · Wanga 66e | (1 – 1) | 42e Boukari | Arbitrage : Rajindraparsad Seechurn | Arbitrage : Rajindraparsad Seechurn |
| 17:00 UTC+3     | Rapport                |         |             | Arbitrage : Rajindraparsad Seechurn | Arbitrage : Rajindraparsad Seechurn |

| 17 juin 2012 | Togo      | 1 – 0   | Kenya | Stade de Kégué, Lomé     |                          |
| 15:30 UTC+0  | Gakpé 59e | (0 – 0) |       | Arbitrage : Neant Alioum | Arbitrage : Neant Alioum |
| 15:30 UTC+0  | Rapport   |         |       | Arbitrage : Neant Alioum | Arbitrage : Neant Alioum |

| 29 février 2012 | Sao Tomé-et-Principe               | 2 – 1   | Sierra Leone | Estádio Nacional 12 de Julho, São Tomé |                                   |
| 15:00 UTC+0     | Jair Nunes 69e (pen.) · Lasset 86e | (0 – 0) | 55e Kamara   | Arbitrage : Anthony Ramsy Raphael      | Arbitrage : Anthony Ramsy Raphael |
| 15:00 UTC+0     | Rapport                            |         |              | Arbitrage : Anthony Ramsy Raphael      | Arbitrage : Anthony Ramsy Raphael |

| 16 juin 2012 | Sierra Leone                         | 4 – 2   | Sao Tomé-et-Principe         | Brookfields National Stadium, Freetown |               |
| 16:30 UTC+0  | K.Kamara 17e 33e · T.Bangura 21e 40e | (4 – 1) | 2e Jair Nunes · 47e Da Silva | Arbitrage : -                          | Arbitrage : - |
| 16:30 UTC+0  | Rapport                              |         |                              | Arbitrage : -                          | Arbitrage : - |

| 29 février 2012 | Guinée-Bissau | 0 – 1   | Cameroun            | Estádio 24 de Setembro, Bissau |                            |
| 16:30 UTC+0     |               | (0 – 0) | 90+1e Choupo-Moting | Arbitrage : Bakary Gassama     | Arbitrage : Bakary Gassama |
| 16:30 UTC+0     | Rapport       |         |                     | Arbitrage : Bakary Gassama     | Arbitrage : Bakary Gassama |

| 16 juin 2012 | Cameroun      | 1 – 0   | Guinée-Bissau | Stade Ahmadou Ahidjo, Yaoundé  |                                |
| 15:30 UTC+1  | Moukandjo 80e | (0 – 0) |               | Arbitrage : Aboubacar Bangoura | Arbitrage : Aboubacar Bangoura |
| 15:30 UTC+1  | Rapport       |         |               | Arbitrage : Aboubacar Bangoura | Arbitrage : Aboubacar Bangoura |

| 29 février 2012 | Tchad                       | 3 – 2   | Malawi         | Stade omnisports Idriss-Mahamat-Ouya, N'Djamena |                                    |
| 15:00 UTC+1     | Labbo 38e · Djime 45+3e 53e | (2 – 1) | 42e 67e Nyondo | Arbitrage : Désiré Doué Noumandiez              | Arbitrage : Désiré Doué Noumandiez |
| 15:00 UTC+1     | Rapport                     |         |                | Arbitrage : Désiré Doué Noumandiez              | Arbitrage : Désiré Doué Noumandiez |

| 16 juin 2012 | Malawi                     | 2 – 0   | Tchad | Kamuzu Stadium, Blantyre        |                                 |
| 14:30 UTC+2  | J.Banda 31e · Kamwendo 73e | (1 – 0) |       | Arbitrage : Hamada Nampiandraza | Arbitrage : Hamada Nampiandraza |
| 14:30 UTC+2  | Rapport                    |         |       | Arbitrage : Hamada Nampiandraza | Arbitrage : Hamada Nampiandraza |

| 29 février 2012 | Seychelles | 0 – 4   | RD Congo                                     | Stade Linité, Victoria         |                                |
| 17:30 UTC+4     |            | (0 – 2) | 11e 47e Kaluyituka · 28e Mputu · 90e Basilua | Arbitrage : Aboubacar Bangoura | Arbitrage : Aboubacar Bangoura |
| 17:30 UTC+4     | Rapport    |         |                                              | Arbitrage : Aboubacar Bangoura | Arbitrage : Aboubacar Bangoura |

| 17 juin 2012 | RD Congo                            | 3 – 0   | Seychelles | Stade des Martyrs, Kinshasa        |                                    |
| 15:30 UTC+1  | Mbokani 38e · Mpeko 45e · Kanda 84e | (2 – 0) |            | Arbitrage : Fredrick Kayindi-Ngobi | Arbitrage : Fredrick Kayindi-Ngobi |
| 15:30 UTC+1  | Rapport                             |         |            | Arbitrage : Fredrick Kayindi-Ngobi | Arbitrage : Fredrick Kayindi-Ngobi |

| 29 février 2012 | Tanzanie     | 1 – 1   | Mozambique | Benjamin Mkapa National Stadium, Dar es Salaam |                                    |
| 16:00 UTC+3     | Kazimoto 42e | (1 – 1) | 23e Clésio | Arbitrage : Mohamed Farouk Mahmoud             | Arbitrage : Mohamed Farouk Mahmoud |
| 16:00 UTC+3     | Rapport      |         |            | Arbitrage : Mohamed Farouk Mahmoud             | Arbitrage : Mohamed Farouk Mahmoud |

| 17 juin 2012 | Mozambique        | 1 – 1          | Tanzanie  | Stade national, Maputo     |                            |
| 15:00 UTC+2  | Sitoe 10e         | (1 – 0, 1 – 1) | 90e Bocco | Arbitrage : Daniel Bennett | Arbitrage : Daniel Bennett |
| 15:00 UTC+2  | Rapport           |                |           | Arbitrage : Daniel Bennett | Arbitrage : Daniel Bennett |
| 15:00 UTC+2  | Tirs au but 7 - 6 |                |           | Arbitrage : Daniel Bennett | Arbitrage : Daniel Bennett |

| 15 juin 2012 | Égypte                | 2 – 3   | Centrafrique             | Stade Borg Al Arab, Le Caire |                             |
| 20:00 UTC+2  | Zidan 10e · Salah 48e | (1 – 1) | 26e 63e Momi · 71e Manga | Arbitrage : Djamel Haimoudi  | Arbitrage : Djamel Haimoudi |
| 20:00 UTC+2  | Rapport               |         |                          | Arbitrage : Djamel Haimoudi  | Arbitrage : Djamel Haimoudi |

| 30 juin 2012 | Centrafrique        | 1 – 1   | Égypte          | Complexe Sportif Barthélemy Boganda, Bangui |                           |
| 15:00 UTC+1  | Foxi Kethevoama 24e | (1 – 0) | 77e Emad Moteab | Arbitrage : Badara Diatta                   | Arbitrage : Badara Diatta |
| 15:00 UTC+1  | Rapport             |         |                 | Arbitrage : Badara Diatta                   | Arbitrage : Badara Diatta |

| 29 février 2012 | Madagascar | 0 – 4   | Cap-Vert                                                     | Stade municipal de Mahamasina, Antananarivo |                           |
| 14:30 UTC+3     |            | (0 – 2) | 11e Mendes da Graça · 38e Dady · 77e F.Varela · 82e T.Varela | Arbitrage : Janny Sikazwe                   | Arbitrage : Janny Sikazwe |
| 14:30 UTC+3     | Rapport    |         |                                                              | Arbitrage : Janny Sikazwe                   | Arbitrage : Janny Sikazwe |

| 16 juin 2012 | Cap-Vert                                       | 3 – 1   | Madagascar | Stade de Várzea, Praia |               |
| 16:30 UTC-1  | Mendes da Graça 9e · Djaniny 55e · Zé Luís 81e | (1 – 0) | 83e Voavy  | Arbitrage : -          | Arbitrage : - |
| 16:30 UTC-1  | Rapport                                        |         |            | Arbitrage : -          | Arbitrage : - |

| 29 février 2012 | Liberia      | 1 – 0   | Namibie | Antoinette Tubman Stadium, Monrovia |                                |
| 16:00 UTC+0     | Williams 67e | (0 – 0) |         | Arbitrage : Eric Otogo-Castane      | Arbitrage : Eric Otogo-Castane |
| 16:00 UTC+0     | Rapport      |         |         | Arbitrage : Eric Otogo-Castane      | Arbitrage : Eric Otogo-Castane |

| 16 juin 2012 | Namibie | 0 – 0   | Liberia | Independence Stadium, Windhoek |                           |
| 18:00 UTC+1  |         | (0 – 0) |         | Arbitrage : Janny Sikazwe      | Arbitrage : Janny Sikazwe |
| 18:00 UTC+1  | Rapport |         |         | Arbitrage : Janny Sikazwe      | Arbitrage : Janny Sikazwe |

## Deuxième tour
Les matchs aller se déroulent les 8 et 9 septembre et les matchs retour les 13 et 14 octobre 2012. Le tirage au sort a eu lieu en Afrique du Sud le 5 juillet 2012, à partir des résultats obtenus par chaque équipe lors des trois précédentes coupes d'Afrique des nations (2008, 2010 et 2012).
| Équipe 1      | Résultat      | Équipe 2           | Aller | Retour |
| ------------- | ------------- | ------------------ | ----- | ------ |
| Mali          | 7 - 1         | Botswana           | 3 - 0 | 4 - 1  |
| Zimbabwe      | 3 - 3e        | Angola             | 3 - 1 | 0 - 2  |
| Ghana         | 3 - 0         | Malawi             | 2 - 0 | 1 - 0  |
| Liberia       | 3 - 8         | Nigeria            | 2 - 2 | 1 - 6  |
| Zambie        | 1 - 1 9-8 tab | Ouganda            | 1 - 0 | 0 - 1  |
| Cap-Vert      | 3 - 2         | Cameroun           | 2 - 0 | 1 - 2  |
| Mozambique    | 2 - 4         | Maroc              | 2 - 0 | 0 - 4  |
| Sierra Leone  | 2 - 2e        | Tunisie            | 2 - 2 | 0 - 0  |
| Guinée        | 1 - 2         | Niger              | 1 - 0 | 0 - 2  |
| Soudan        | 5 - 5e        | Éthiopie           | 5 - 3 | 0 - 2  |
| Libye         | 0 - 3         | Algérie            | 0 - 1 | 0 - 2  |
| Côte d'Ivoire | 6 - 2         | Sénégal            | 4 - 2 | 2 - 0  |
| RD Congo      | 5 - 2         | Guinée équatoriale | 4 - 0 | 1 - 2  |
| Gabon         | 2 - 3         | Togo               | 1 - 1 | 1 - 2  |
| Centrafrique  | 2 - 3         | Burkina Faso       | 1 - 0 | 1 - 3  |

### Résultats et calendrier
| 8 septembre 2012 | Mali                                         | 3 – 0   | Botswana | Stade du 26 mars, Bamako                |                                         |
| 17:00 (UTC+0)    | Diabaté 27e (pen.) · N'Diaye 59e · Maïga 77e | (1 - 0) |          | Spectateurs : - Arbitrage : Slim Jedidi | Spectateurs : - Arbitrage : Slim Jedidi |
| 17:00 (UTC+0)    | Rapport                                      |         |          | Spectateurs : - Arbitrage : Slim Jedidi | Spectateurs : - Arbitrage : Slim Jedidi |

| 13 octobre 2012 | Botswana    | 1 - 4   | Mali                                               | Lobatse Stadium, Lobatse                        |                                                 |
| 15:00 (UTC+2)   | Sembowa 88e | (0 - 1) | 29e Diabaté · 56e Maïga · 72e Samassa · 79e Traoré | Spectateurs : - Arbitrage : Hamada Nampiandraza | Spectateurs : - Arbitrage : Hamada Nampiandraza |
| 15:00 (UTC+2)   | Rapport     |         |                                                    | Spectateurs : - Arbitrage : Hamada Nampiandraza | Spectateurs : - Arbitrage : Hamada Nampiandraza |

| 9 septembre 2012 | Zimbabwe                                 | 3 – 1   | Angola     | National Sports Stadium, Harare                 |                                                 |
| 15:00 (UTC+2)    | Mateus 4e (csc) · Billiat 21e · Gutu 35e | (3 - 0) | 56e Djalma | Spectateurs : - Arbitrage : Hamada Nampiandraza | Spectateurs : - Arbitrage : Hamada Nampiandraza |
| 15:00 (UTC+2)    | Rapport                                  |         |            | Spectateurs : - Arbitrage : Hamada Nampiandraza | Spectateurs : - Arbitrage : Hamada Nampiandraza |

| 14 octobre 2012 | Angola                  | 2 - 0   | Zimbabwe | Estádio 11 de Novembro, Luanda              |                                             |
| 16:00 (UTC+1)   | Manucho Gonçalves 5e 7e | (2 - 0) |          | Spectateurs : - Arbitrage : Sylvester Kirwa | Spectateurs : - Arbitrage : Sylvester Kirwa |
| 16:00 (UTC+1)   | Rapport                 |         |          | Spectateurs : - Arbitrage : Sylvester Kirwa | Spectateurs : - Arbitrage : Sylvester Kirwa |

| 8 septembre 2012 | Ghana               | 2 – 0   | Malawi | Accra Sports Stadium, Accra                 |                                             |
| 15:30 (UTC+0)    | Atsu 8e · Annan 53e | (1 - 0) |        | Spectateurs : - Arbitrage : Mohamed Benouza | Spectateurs : - Arbitrage : Mohamed Benouza |
| 15:30 (UTC+0)    | Rapport             |         |        | Spectateurs : - Arbitrage : Mohamed Benouza | Spectateurs : - Arbitrage : Mohamed Benouza |

| 13 octobre 2012 | Malawi  | 0 - 1   | Ghana     | Civo Stadium, Lilongwe                         |                                                |
| 14:30 (UTC+2)   |         | (0 - 1) | 3e Acquah | Spectateurs : - Arbitrage : Khalid Abdelrahman | Spectateurs : - Arbitrage : Khalid Abdelrahman |
| 14:30 (UTC+2)   | Rapport |         |           | Spectateurs : - Arbitrage : Khalid Abdelrahman | Spectateurs : - Arbitrage : Khalid Abdelrahman |

| 8 septembre 2012 | Liberia                    | 2 – 2   | Nigeria                          | Samuel Kanyon Doe Sports Complex, Monrovia  |                                             |
| 18:00 (UTC+0)    | O. Roberts 5e · Oliseh 66e | (1 - 2) | 22e Igiebor · 26e (pen.) I. Uche | Spectateurs : - Arbitrage : Koman Coulibaly | Spectateurs : - Arbitrage : Koman Coulibaly |
| 18:00 (UTC+0)    | Rapport                    |         |                                  | Spectateurs : - Arbitrage : Koman Coulibaly | Spectateurs : - Arbitrage : Koman Coulibaly |

| 13 octobre 2012 | Nigeria                                                                 | 6 - 1   | Liberia  | UJ Esuene Stadium, Calabar                 |                                            |
| 16:00 (UTC+1)   | Ambrose 2e · Musa 38e · Moses 47e 86e · Obi Mikel 52e (pen.) · Uche 72e | (2 - 0) | 81e Wleh | Spectateurs : - Arbitrage : Daniel Bennett | Spectateurs : - Arbitrage : Daniel Bennett |
| 16:00 (UTC+1)   | Rapport                                                                 |         |          | Spectateurs : - Arbitrage : Daniel Bennett | Spectateurs : - Arbitrage : Daniel Bennett |

| 8 septembre 2012 | Zambie         | 1 – 0   | Ouganda | New Ndola Stadium, Ndola                    |                                             |
| 15:00 (UTC+2)    | C. Katongo 18e | (1 - 0) |         | Spectateurs : - Arbitrage : Noumandiez Doue | Spectateurs : - Arbitrage : Noumandiez Doue |
| 15:00 (UTC+2)    | Rapport        |         |         | Spectateurs : - Arbitrage : Noumandiez Doue | Spectateurs : - Arbitrage : Noumandiez Doue |

| 13 octobre 2012 | Ouganda           | 1 - 0          | Zambie | Nelson Mandela National Stadium, Kampala    |                                             |
| 16:00 (UTC+3)   | Massa 27e         | (1 - 0, 1 – 1) |        | Spectateurs : - Arbitrage : Djamel Haimoudi | Spectateurs : - Arbitrage : Djamel Haimoudi |
| 16:00 (UTC+3)   | Rapport           |                |        | Spectateurs : - Arbitrage : Djamel Haimoudi | Spectateurs : - Arbitrage : Djamel Haimoudi |
| 16:00 (UTC+3)   | Tirs au but 8 - 9 |                |        | Spectateurs : - Arbitrage : Djamel Haimoudi | Spectateurs : - Arbitrage : Djamel Haimoudi |

| 8 septembre 2012 | Cap-Vert                  | 2 – 0   | Cameroun | Estádio da Várzea, Praia       |                                |
| 16:00 (UTC-1)    | Ricardo 15e · Djaniny 61e | (1 - 0) |          | Arbitrage : Eric Otogo-Castane | Arbitrage : Eric Otogo-Castane |
| 16:00 (UTC-1)    | Rapport                   |         |          | Arbitrage : Eric Otogo-Castane | Arbitrage : Eric Otogo-Castane |

| 14 octobre 2012 | Cameroun               | 2 - 1   | Cap-Vert   | Stade Ahmadou Ahidjo, Yaoundé            |                                          |
| 15:00 (UTC+1)   | Emana 22e · Olinga 90e | (1 - 1) | 11e Héldon | Spectateurs : - Arbitrage : Gehad Grisha | Spectateurs : - Arbitrage : Gehad Grisha |
| 15:00 (UTC+1)   | Rapport                |         |            | Spectateurs : - Arbitrage : Gehad Grisha | Spectateurs : - Arbitrage : Gehad Grisha |

| 9 septembre 2012 | Mozambique               | 2 – 0   | Maroc | Stade national, Maputo                      |                                             |
| 15:00 (UTC+2)    | Miro 75e · Pelembe 90+3e | (0 - 0) |       | Spectateurs : - Arbitrage : Sylvester Kirwa | Spectateurs : - Arbitrage : Sylvester Kirwa |
| 15:00 (UTC+2)    | Rapport                  |         |       | Spectateurs : - Arbitrage : Sylvester Kirwa | Spectateurs : - Arbitrage : Sylvester Kirwa |

| 13 octobre 2012 | Maroc                                                          | 4 - 0   | Mozambique | Stade de Marrakech, Marrakech            |                                          |
| 20:00 (UTC+0)   | Barrada 39e · Kharja 64e (pen.) · El-Arabi 85e · Amrabat 90+3e | (1 - 0) |            | Spectateurs : - Arbitrage : Neant Alioum | Spectateurs : - Arbitrage : Neant Alioum |
| 20:00 (UTC+0)   | Rapport                                                        |         |            | Spectateurs : - Arbitrage : Neant Alioum | Spectateurs : - Arbitrage : Neant Alioum |

| 8 septembre 2012 | Sierra Leone            | 2 – 2   | Tunisie                 | Brookfields National Stadium, Freetown         |                                                |
| 16:30 (UTC+0)    | Suma 8e · A. Kamara 85e | (1 - 0) | 65e Gharbi · 87e Msakni | Spectateurs : - Arbitrage : Khalid Abdelrahman | Spectateurs : - Arbitrage : Khalid Abdelrahman |
| 16:30 (UTC+0)    | Rapport                 |         |                         | Spectateurs : - Arbitrage : Khalid Abdelrahman | Spectateurs : - Arbitrage : Khalid Abdelrahman |

| 13 octobre 2012 | Tunisie | 0 - 0   | Sierra Leone | Stade Mustapha-Ben-Jannet, Monastir        |                                            |
| 19:15 (UTC+1)   |         | (0 - 0) |              | Spectateurs : - Arbitrage : Ali Lemghaifry | Spectateurs : - Arbitrage : Ali Lemghaifry |
| 19:15 (UTC+1)   | Rapport |         |              | Spectateurs : - Arbitrage : Ali Lemghaifry | Spectateurs : - Arbitrage : Ali Lemghaifry |

| 9 septembre 2012 | Guinée      | 1 – 0   | Niger | Stade de Nongo, Conakry                    |                                            |
| 17:00 (UTC+0)    | Yattara 51e | (0 - 0) |       | Spectateurs : - Arbitrage : Daniel Bennett | Spectateurs : - Arbitrage : Daniel Bennett |
| 17:00 (UTC+0)    | Rapport     |         |       | Spectateurs : - Arbitrage : Daniel Bennett | Spectateurs : - Arbitrage : Daniel Bennett |

| 14 octobre 2012 | Niger                   | 2 - 0   | Guinée | Stade Général Seyni Kountché, Niamey       |                                            |
| 16:00 (UTC+1)   | Chikoto 74e · Garba 85e | (0 - 0) |        | Spectateurs : - Arbitrage : Bakary Gassama | Spectateurs : - Arbitrage : Bakary Gassama |
| 16:00 (UTC+1)   | Rapport                 |         |        | Spectateurs : - Arbitrage : Bakary Gassama | Spectateurs : - Arbitrage : Bakary Gassama |

| 8 septembre 2012 | Soudan                                                      | 5 – 3   | Éthiopie                   | Khartoum Stadium, Khartoum               |                                          |
| 20:00 (UTC+3)    | El Tahir 7e · Bisha 15e · Omar 45+1e · Tahir 83e (pen.) 90e | (3 - 1) | 14e 50e Kebede · 68e Girma | Spectateurs : - Arbitrage : Neant Alioum | Spectateurs : - Arbitrage : Neant Alioum |
| 20:00 (UTC+3)    | Rapport                                                     |         |                            | Spectateurs : - Arbitrage : Neant Alioum | Spectateurs : - Arbitrage : Neant Alioum |

| 14 octobre 2012 | Éthiopie             | 2 - 0   | Soudan | Stade d'Addis-Abeba, Addis-Abeba          |                                           |
| 16:00 (UTC+3)   | Girma 61e · Said 64e | (0 - 0) |        | Spectateurs : - Arbitrage : Badara Diatta | Spectateurs : - Arbitrage : Badara Diatta |
| 16:00 (UTC+3)   | Rapport              |         |        | Spectateurs : - Arbitrage : Badara Diatta | Spectateurs : - Arbitrage : Badara Diatta |

| 9 septembre 2012 | Libye   | 0 – 1   | Algérie     | Stade Mohamed V, Casablanca (Maroc)           |                                               |
| 18:00 (UTC+1)    |         | (0 - 0) | 88e Soudani | Spectateurs : 4 000 Arbitrage : Badara Diatta | Spectateurs : 4 000 Arbitrage : Badara Diatta |
| 18:00 (UTC+1)    | Rapport |         |             | Spectateurs : 4 000 Arbitrage : Badara Diatta | Spectateurs : 4 000 Arbitrage : Badara Diatta |

| 14 octobre 2012 | Algérie                 | 2 - 0   | Libye | Stade Mustapha Tchaker, Blida                   |                                                 |
| 20:00 (UTC+1)   | Soudani 6e · Slimani 7e | (2 - 0) |       | Spectateurs : 45 000 Arbitrage : Mario Bangoura | Spectateurs : 45 000 Arbitrage : Mario Bangoura |
| 20:00 (UTC+1)   | Rapport                 |         |       | Spectateurs : 45 000 Arbitrage : Mario Bangoura | Spectateurs : 45 000 Arbitrage : Mario Bangoura |

| 8 septembre 2012 | Côte d'Ivoire                                             | 4 – 2   | Sénégal                | Stade Félix Houphouët-Boigny, Abidjan |                                |
| 17:00 (UTC+0)    | Kalou 43e · Gervinho 65e · Drogba 80e (pen.) · Gradel 85e | (1 - 1) | 33e N'Doye · 60e Cissé | Arbitrage : Bouchaïb El Ahrach        | Arbitrage : Bouchaïb El Ahrach |
| 17:00 (UTC+0)    | Rapport                                                   |         |                        | Arbitrage : Bouchaïb El Ahrach        | Arbitrage : Bouchaïb El Ahrach |

| 13 octobre 2012 | Sénégal | 0 - 2   | Côte d'Ivoire         | Stade Leopold Senghor, Dakar            |                                         |
| 18:30 (UTC+0)   |         | (0 - 0) | 51e 71e (pen.) Drogba | Spectateurs : - Arbitrage : Slim Jedidi | Spectateurs : - Arbitrage : Slim Jedidi |
| 18:30 (UTC+0)   | Rapport |         |                       | Spectateurs : - Arbitrage : Slim Jedidi | Spectateurs : - Arbitrage : Slim Jedidi |

| 8 septembre 2012 | RD Congo                                      | 4 – 0   | Guinée équatoriale | Stade des Martyrs, Kinshasa                         |                                                     |
| 15:30 (UTC+1)    | Mbokani 56e 80e · Kanda 61e · Ronan 73e (csc) | (0 - 0) |                    | Spectateurs : - Arbitrage : Rajindraparsad Seechurn | Spectateurs : - Arbitrage : Rajindraparsad Seechurn |
| 15:30 (UTC+1)    | Rapport                                       |         |                    | Spectateurs : - Arbitrage : Rajindraparsad Seechurn | Spectateurs : - Arbitrage : Rajindraparsad Seechurn |

| 14 octobre 2012 | Guinée équatoriale          | 2 - 1   | RD Congo    | Nuevo Estadio de Malabo, Malabo          |                                          |
| 18:00 (UTC+1)   | Judson 23e · Ricardinho 35e | (2 - 1) | 43e Mulumbu | Spectateurs : - Arbitrage : Ousmane Fall | Spectateurs : - Arbitrage : Ousmane Fall |
| 18:00 (UTC+1)   | Rapport                     |         |             | Spectateurs : - Arbitrage : Ousmane Fall | Spectateurs : - Arbitrage : Ousmane Fall |

| 8 septembre 2012 | Gabon      | 1 – 1   | Togo         | Stade d'Angondjé, Libreville              |                                           |
| 15:30 (UTC+1)    | Cousin 69e | (0 - 0) | 74e Adebayor | Spectateurs : - Arbitrage : Janny Sikazwe | Spectateurs : - Arbitrage : Janny Sikazwe |
| 15:30 (UTC+1)    | Rapport    |         |              | Spectateurs : - Arbitrage : Janny Sikazwe | Spectateurs : - Arbitrage : Janny Sikazwe |

| 14 octobre 2012 | Togo                    | 2 - 1   | Gabon          | Stade de Kégué, Lomé                                |                                                     |
| 15:30 (UTC+0)   | Wome 36e · Adebayor 57e | (1 - 0) | 80e Aubameyang | Spectateurs : - Arbitrage : Rajindraparsad Seechurn | Spectateurs : - Arbitrage : Rajindraparsad Seechurn |
| 15:30 (UTC+0)   | Rapport                 |         |                | Spectateurs : - Arbitrage : Rajindraparsad Seechurn | Spectateurs : - Arbitrage : Rajindraparsad Seechurn |

| 8 septembre 2012 | Centrafrique | 1 – 0   | Burkina Faso | Complexe Sportif Barthélemy Boganda, Bangui |                                            |
| 15:00 (UTC+1)    | Mabidé 21e   | (1 - 0) |              | Spectateurs : - Arbitrage : Bakary Gassama  | Spectateurs : - Arbitrage : Bakary Gassama |
| 15:00 (UTC+1)    | Rapport      |         |              | Spectateurs : - Arbitrage : Bakary Gassama  | Spectateurs : - Arbitrage : Bakary Gassama |

| 14 octobre 2012 | Burkina Faso                       | 3 – 1   | Centrafrique | Stade du 4-Août, Ouagadougou                   |                                                |
| 18:00 (UTC+0)   | Traoré 18e 90e · Dagano 40e (pen.) | (2 - 1) | 7e Manga     | Spectateurs : - Arbitrage : Bouchaïb El Ahrach | Spectateurs : - Arbitrage : Bouchaïb El Ahrach |
| 18:00 (UTC+0)   | Rapport                            |         |              | Spectateurs : - Arbitrage : Bouchaïb El Ahrach | Spectateurs : - Arbitrage : Bouchaïb El Ahrach |

## Équipes qualifiées

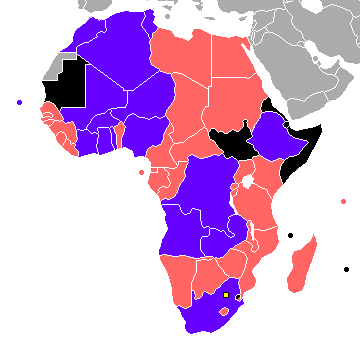
Qualifié
non qualifié
non participant
nation n'appartenant pas à la CAF

- Afrique du Sud (pays organisateur)
- Algérie
- Mali
- Zambie
- Nigeria
- Côte d'Ivoire
- Maroc
- Tunisie
- Éthiopie
- Cap-Vert
- Niger
- Angola
- Togo
- RD Congo
- Burkina Faso